# 架空道路
，簡稱為，是由连续设置的高架桥梁所构成的道路。高架路常運用於高速公路或快速道路。其中，中国大陆将高架路与其他地面道路立体交叉但互不连通的部分称为上跨式立交（或称上跨路）。

## 簡介
高架道路主要為提升行車速度、或解決道路與鐵路或行人動線交會的安全問題而建築，大部分高架道路全线不设置红绿灯，通过匝道与地面道路连接，同時以立體交叉的方式避免與地面道路的交匯。在都市地帶，为了满足快速出入都市中心区域的需要，也会有长达数十公里的道路全部都在高架道路上的设计。
行車天橋的設施通常是行人路與行車道明顯分隔，或者不設行人道、巴士站、斑馬線、交通燈等，甚至不設單車徑。行車天橋上的設施與高速公路或快速道路無異，有街燈、指示牌、路標、防護欄等。
为解决铁路分割市区、铁路平交道安全隐患的问题，而與鐵路立體跨越的架空道路，也称为「跨线桥」。若以公路在地面、铁路从上方跨越公路的高架橋形式，即为铁路高架化。
除了行車天橋，行人天橋也是解決「人車爭路」的方案之一。
在香港，不少大型綜合發展項目，住宅位於基座之上，基座下面設有不同的設施，如鐵路車站、公共運輸交匯處甚至鐵路車廠等，透過興建高架道路連接地面與基座之上的平台及其他設施。例子包括德福花園、匯景花園、Union Square、清水灣道8號、日出康城。
內地近年參考了香港的公共交通导向型开发發展經驗，亦興建不少鐵路車站／車輛段上蓋項目，這些項目亦設有高架道路連接地面與上蓋項目。

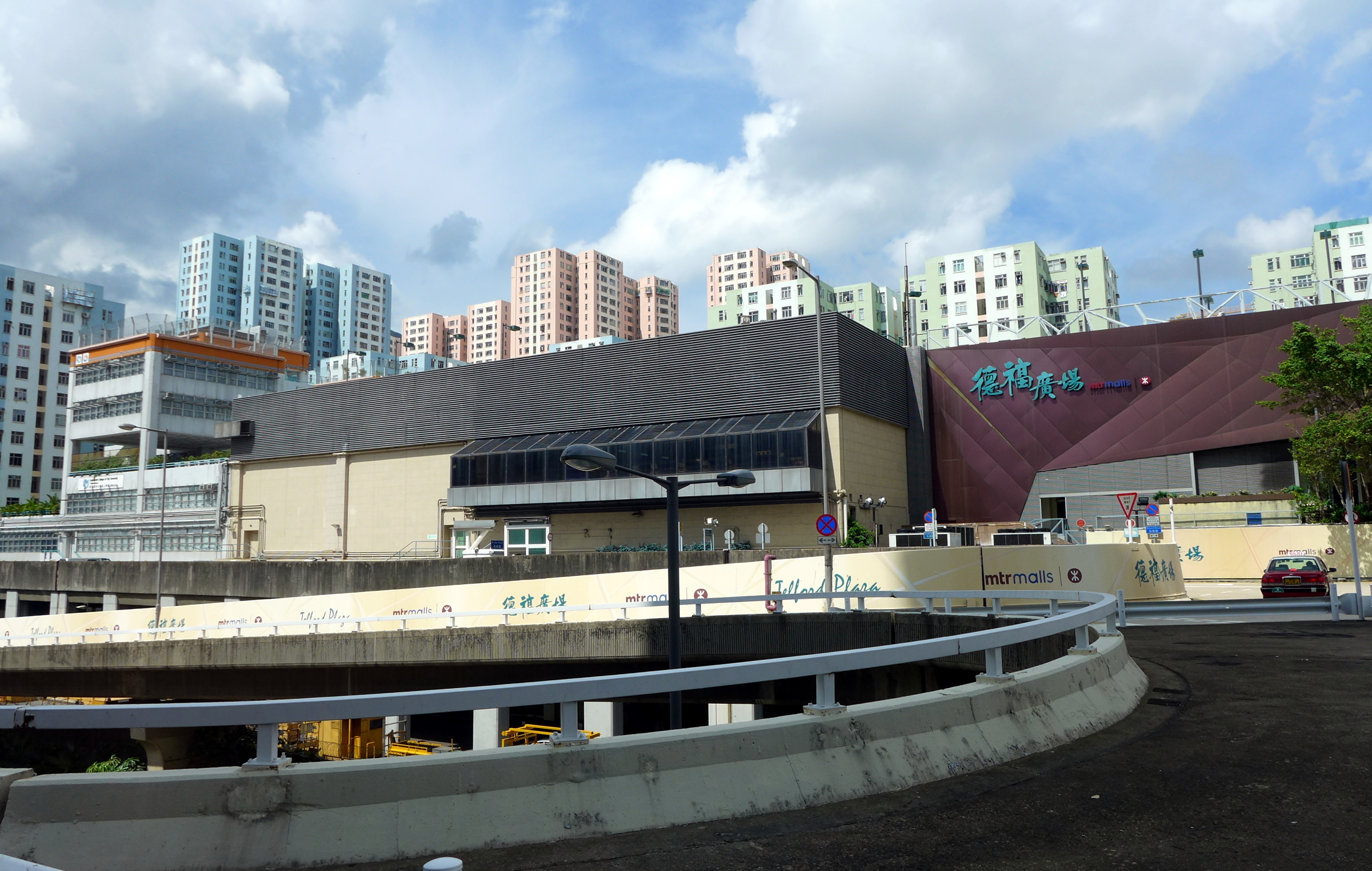
連接德福花園與偉業街的高架道路

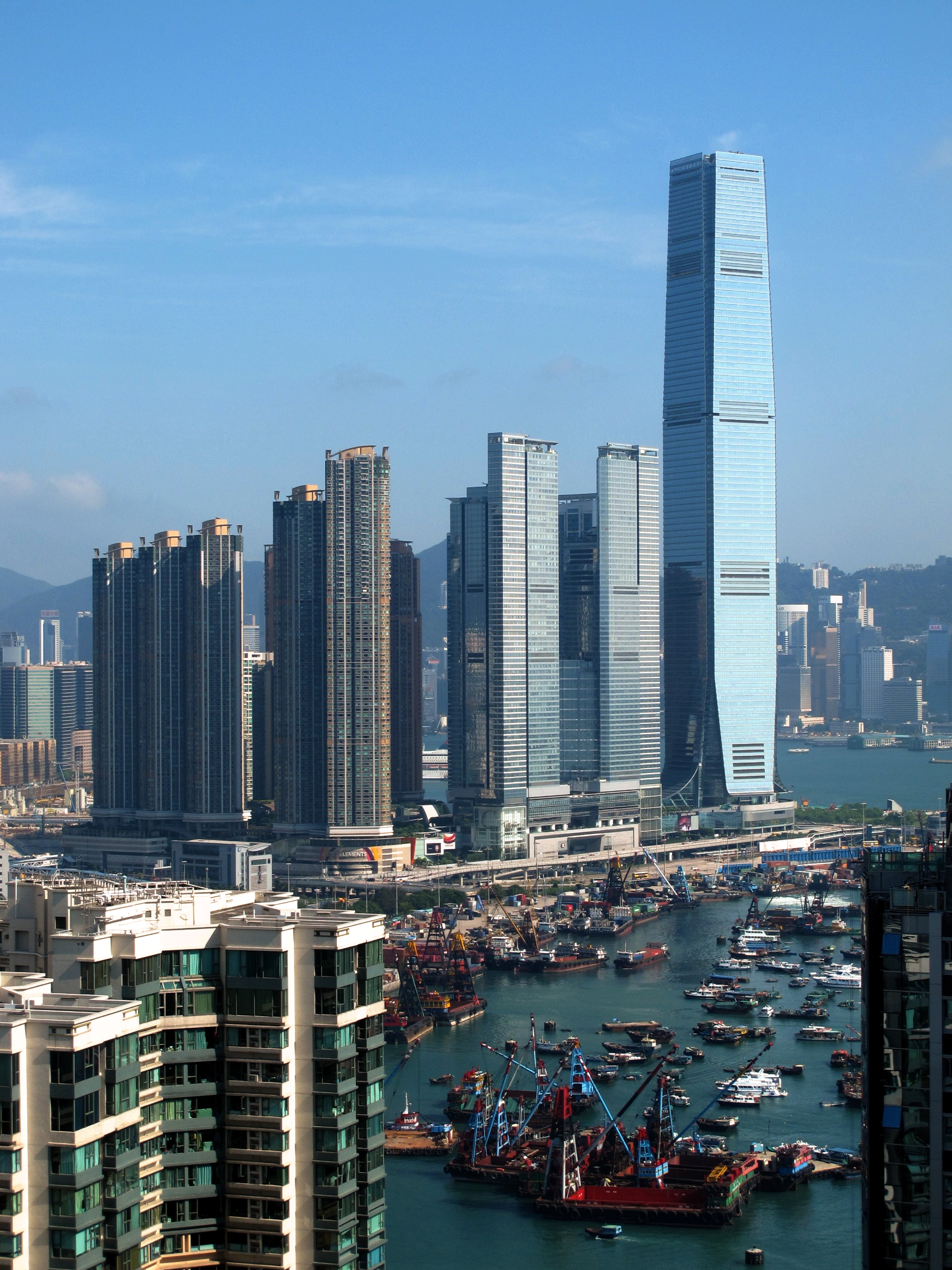
Union Square及連接的高架道路

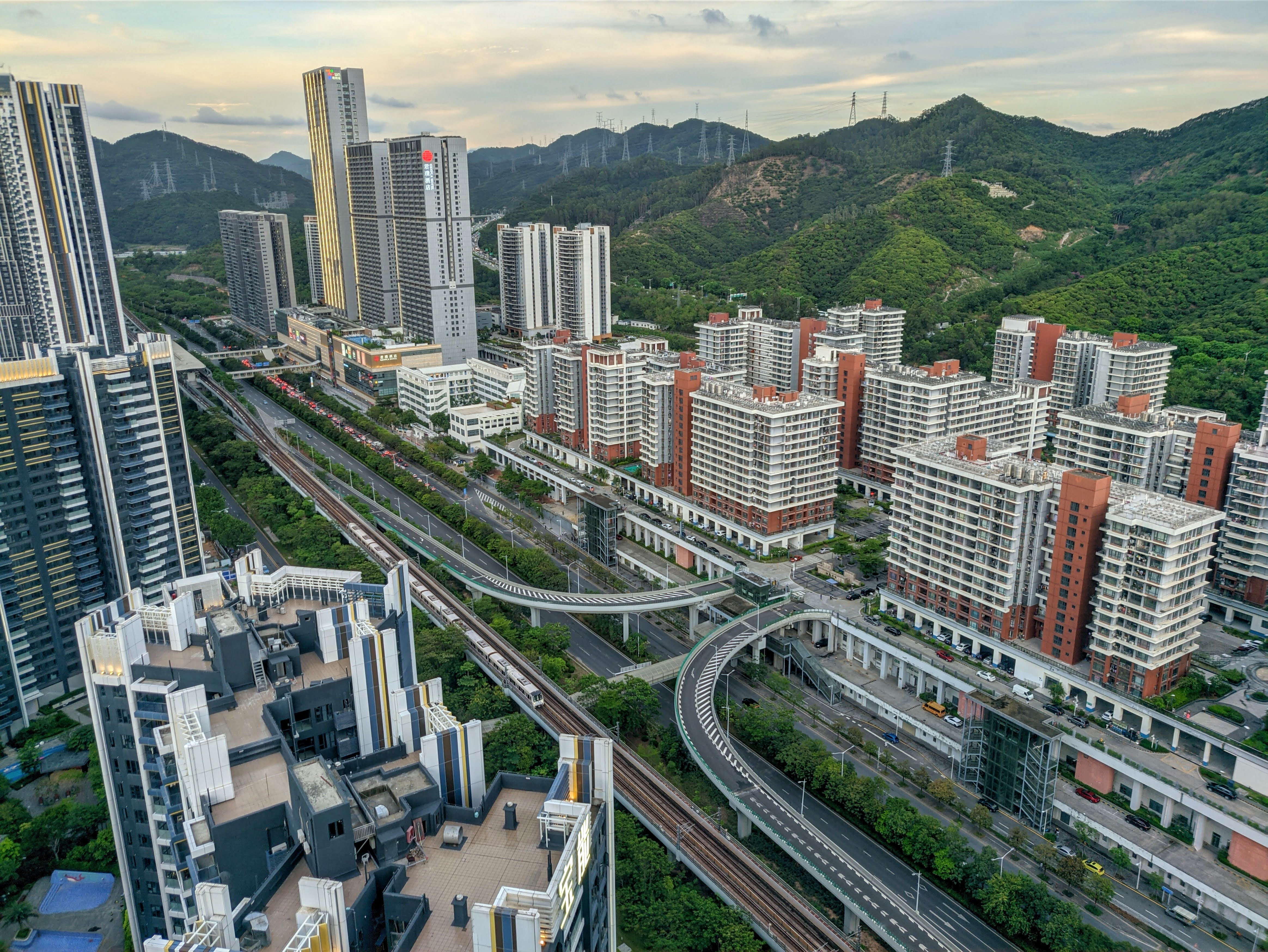
深圳地鐵5號綫塘朗车辆段及其上盖开发，設高架道路連接留仙大道

## 公路高架案例

### 臺灣
- 臺北市、新北市：汐止五股高架道路、新店八里快速公路、新北環河快速道路、萬瑞快速公路、五股土城快速公路
- 基隆市：東岸高架道路、基隆港西岸聯外道路、基隆港東岸聯外道路
- 嘉義市：垂楊大橋
- 臺南市：台南關廟快速公路、國道八號部分路段、新港社大道
- 高雄市：高雄潮州快速公路、高雄都會區快速道路、國道十號左營仁武段、中博臨時高架橋、三國通道
- 屏東縣：高雄潮州快速公路、國道三號九如林邊段

### 香港
東區走廊、觀塘繞道、青葵公路、深港西部通道、銅鑼灣行車天橋、港珠澳大橋、彩虹交匯處、紅磡繞道（包括公主道連接路，其中前稱公主道連接路的部分設有交通燈及行人過路處）、東九龍走廊、西九龍走廊、堅拿道天橋、加士居道天橋、港珠澳大橋香港連接路

### 澳門
西灣大橋、港珠澳大橋、嘉樂庇總督大橋、友誼大橋、罅些喇提督大馬路-巴波沙大馬路、高士德大馬路-松山隧道

### 中国大陆
- 北京：阜石路部分区段、广渠路部分区段
- 上海：内环高架路、南北高架路、东西高架路
- 武漢：武漢内环线

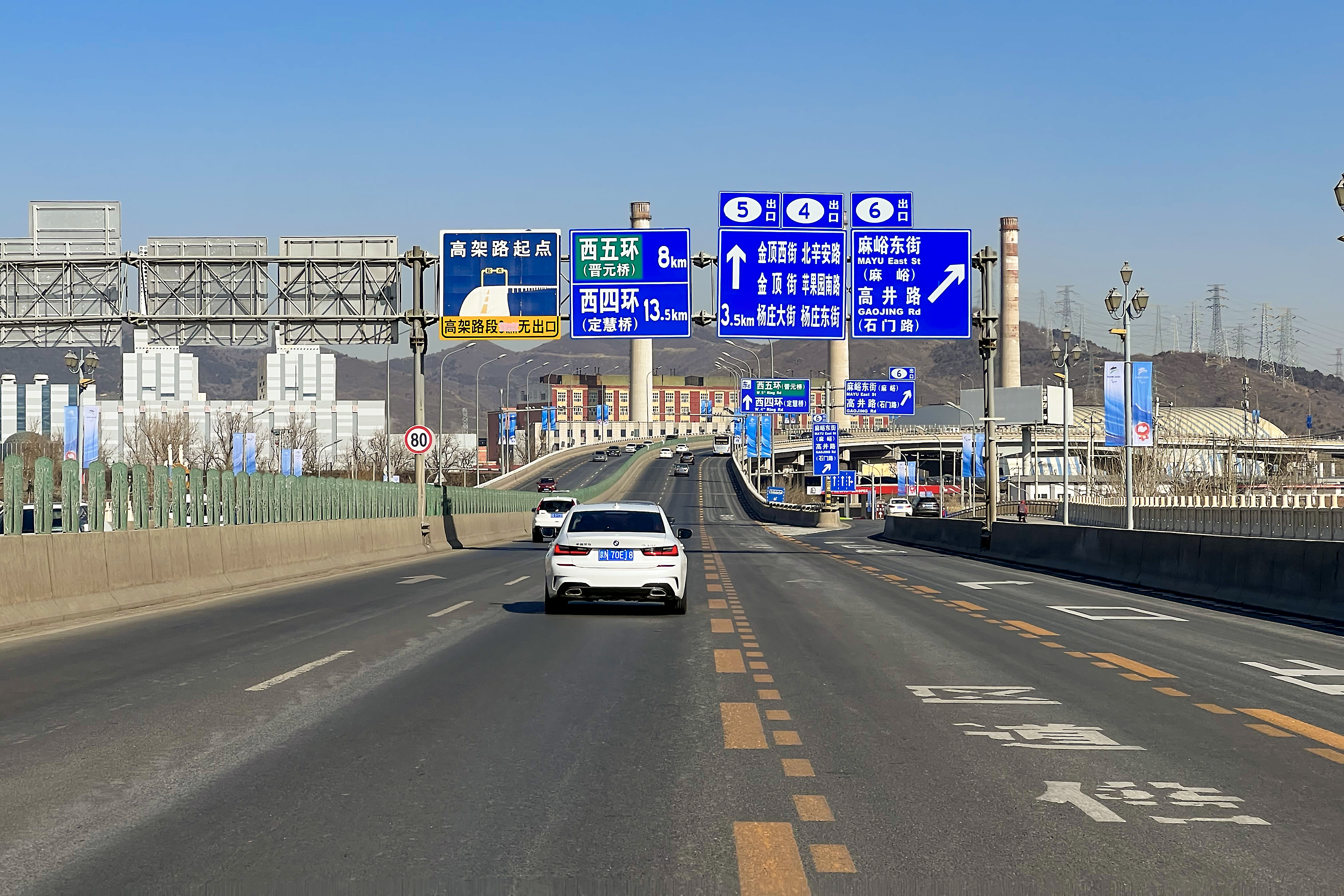
阜石路高架路起点

- 廣州：廣州內環路、東濠涌高架、人民路高架路、东晓南放射线、南大干线
- 深圳：船步路-春風路高架路、沿河北路—布心路高架路、南坪快速路、廣深沿江高速
- 青岛：新冠高架路、胶宁高架路、杭鞍高架路、跨海大桥高架路
- 济南：北园高架路、工业北高架路、二环（东、南、西）高架路、顺河高架路

### 日本
- 東京：首都高速道路大部分路線
- 大阪：阪神高速道路大部分路線

### 马来西亚

#### 巴生谷
- 新街场大道
- 安邦吉隆坡高架大道
- 哥文宁－莎亚南大道
- 东巴生谷大道（英语：East Klang Valley Expressway）建
- 新北巴生海峡大道（英语：New North Klang Straits Bypass）
- 白沙罗－莎亚南大道（英语：Damansara-Shah Alam Highway）
- 新街场－淡江高架大道（英语：Sungai Besi–Ulu Klang Elevated Expressway）

### 加拿大
- 聯邦大橋

## 铁路案例

### 臺灣

#### 臺北
- 臺北捷運文湖線（全線除松山機場站及大直站外均採高架形式）
- 臺北捷運淡水信義線（圓山站至北投站段）[3]
- 臺北捷運環狀線（新北產業園區站至十四張站段）
- 縱貫線 (北段)（臺灣鐵路管理局縱貫線五堵車站至汐科車站間路段）

#### 宜蘭
- 東部鐵路後續改善計畫（臺灣鐵路管理局宜蘭線冬山車站路段）

#### 臺中
- 臺鐵臺中線（山線）（臺灣鐵路管理局西部幹線山線豐原車站至大慶車站間路段）

#### 彰化
- 臺鐵縱貫線（臺灣鐵路管理局西部幹線縱貫線南段北勢路平交道北方約930公尺至員林大排北方約100公尺間路段）

#### 臺南
- 臺鐵沙崙線（全線除中洲車站外均採高架形式）

#### 高雄
- 高雄捷運紅線（世運站至橋頭火車站段）

#### 屏東
- 臺鐵屏東線與臺鐵屏東線(林邊鄉)（臺灣鐵路管理局西部幹線屏東線屏東車站至潮州車站及鎮安車站至佳冬車站間路段）

### 香港
- 港鐵觀塘綫（九龍灣站至藍田站段）
- 港鐵荃灣綫（荔景站至葵興站段）
- 港鐵港島綫（柴灣車廠至柴灣站段）
- 港鐵東涌綫（荔枝角灣一段及荔景站至青衣站段）
- 港鐵機場快綫（荔枝角灣一段、荔景站至青衣站段及機場站附近）
- 港鐵屯馬綫（錦上路站至屯門站段及烏溪沙站至大圍站段）
- 輕鐵建安站 - 屯門站 - 杯渡站段及屯門站 - 河田站段、兆康站 - 藍地站段、天水圍站 - 天慈站段、T Town對出段
- 港鐵南港島綫（南風隧道出口至香港仔海峽大橋一段）

### 中国大陆

#### 北京
- 北京地铁5号线（大屯路东站至天通苑北站(除立水桥站)）
- 北京地铁8号线（德茂站至瀛海站）
- 北京地铁13号线（部分路段）
- 北京地铁15号线（孙河站至后沙峪站）
- 北京地铁S1线
- 北京地铁八通线（高碑店站至临河里站）
- 北京地铁昌平线（西二旗站至沙河高教园站）
- 北京地铁大兴线（西红门站区段）
- 北京地铁亦庄线（旧宫站至经海路站）
- 北京地铁房山线（稻田站至阎村东站）
- 北京地铁燕房线
- 北京地铁首都机场线（三元桥站（不含）至3号航站楼站）
- 北京地铁大兴机场线（部分路段）

#### 上海
- 上海轨道交通1号线（汶水路站至富锦路站）
- 上海轨道交通2号线（远东大道站至海天三路站、龙阳路站至张江高科站之间的部分路段、原张江高科站）
- 上海轨道交通3号线（除铁力路站、江杨北路站、上海火车站站、上海南站站至石龙路站以外的全线）
- 上海轨道交通4号线（虹桥路站至宝山路站、除上海火车站站）
- 上海轨道交通5号线（除莘庄站、环城东路站至奉贤新城站外的全线，包括奉贤新城站至平庄公路车辆段的部分路段）
- 上海轨道交通6号线（港城路站至五莲路站）
- 上海轨道交通7号线（美兰湖站至罗南新村站）
- 上海轨道交通8号线（浦江镇站至航天博物馆站）
- 上海轨道交通9号线（泗泾站至松江大学城站，除九亭站至泗泾站之间的一段地面区间）
- 上海轨道交通10号线（双江路站至基隆路站）
- 上海轨道交通11号线（南翔站至嘉定北站，上海汽车城站至花桥站，罗山路站至康新公路站）
- 上海轨道交通16号线（龙阳路站至野生动物园站，惠南东站至书院站）
- 上海轨道交通17号线（徐盈路站至赵巷站，朱家角站至东方绿舟站）
- 上海轨道交通浦江线
- 磁浮（龙阳路站）

#### 广州
- 广州地铁4号线（新造站至金洲站）
- 广州地铁5号线（部分路段）
- 广州地铁6号线（部分路段）
- 广州地铁14号线（太和站以北-从化客运站以南及新和站-红卫站以北）
- 广州地铁21号线（长平站、金坑站及凤岗站以东－山田站以东）

#### 深圳
- 深圳地铁1号线（后瑞站至机场东站）
- 深圳地铁3号线（草埔站至六約站、橫崗站至梨園站）
- 深圳地铁4号线（民樂站至清湖北站）
- 深圳地铁5号线（長嶺陂站至塘朗站）
- 深圳地铁6号线（深圳北站至阳台山东站、官田站至上屋站、长圳站至楼村站及薯田埔站至合水口站）
- 深圳地铁11号线（碧海灣站至機場站、橋頭站至沙井站）

#### 武漢
- 武汉地铁1号线

#### 天津
- 天津地铁1号线（刘园站至本溪路站、陈塘庄站至财经大学站）
- 天津地铁2号线（空港经济区站区段）
- 天津地铁3号线（小淀站至华北集团站、大学城站至南站站）
- 天津地铁9号线（中山门站至会展中心站大部分路段（除中西村站至胡家园站区段））

#### 南京
- 南京地铁1号线（迈皋桥站至红山动物园站、小龙湾站至中国药科大学站）
- 南京地铁2号线（马群站区段、金马路站至经天路站）
- 南京地铁3号线（林场站区段）
- 南京地铁4号线（仙林湖站区段）
- 南京地铁10号线（小行站区段）
- 南京地铁S1号线（正方中路站至翔宇路南站）
- 南京地铁S3号线（刘村站至高家冲站）
- 南京地铁S7号线（柘塘站至卧龙湖站）
- 南京地铁S8号线（高新开发区站至六合开发区站、沈桥站至金牛湖站）
- 南京地铁S9号线（翔宇路南站区段、石湫站至高淳站）

#### 青岛
- 青岛地铁8号线（胶东站区段）
- 青岛地铁11号线（张村站至鳌山湾站）
- 青岛地铁13号线（隐珠站至董家口火车站）

#### 济南
- 济南地铁1号线（玉符河站至工研院站）

### 马来西亚

#### 巴生谷
- 快捷通軌道

### 菲律賓

#### 馬尼拉
- 馬尼拉輕軌
- 馬尼拉捷運大部分路段

### 泰國

#### 曼谷
- 曼谷大眾運輸系統

### 美国

#### 芝加哥
- 芝加哥捷運（大部分路線）

## 資料來源
1. 1 2  交通大辞典编辑委员会. . 上海: 上海科学技术文献出版社. 2008. ISBN 978-7-5439-3616-4 （中文（简体））.
2. ↑  公路交通科学名词审定委员会. . 北京: 科学出版社. 1997. ISBN 7-03-005838-0 （中文（简体））.
3. ↑  . metro.taipei.   [2017-10-07]. （原始内容存档于2017-10-07）.